# Provisión de servicios médicos
La provisión de servicios médicos se refiere al número de médicos capacitados que trabajan en un sistema de atención de la salud o que están activos en el mercado laboral. La oferta depende principalmente del número de graduados de las facultades de medicina en un país o jurisdicción, pero también del número que continúa ejerciendo la medicina como carrera profesional y permanece en su país de origen. El número de médicos necesarios en un contexto determinado depende de varios factores diferentes, incluidos la demografía y la epidemiología de la población local, el número y tipo de otros profesionales de la salud que trabajan en el sistema, y las políticas y objetivos para la atención de la salud. Si se capacita a más médicos de los necesarios, la oferta supera la demanda. Si hay muy pocos médicos capacitados, algunas personas pueden tener dificultades para acceder a los servicios de atención médica. La escasez de médicos es una situación en la que no hay suficientes médicos para tratar a todos los pacientes que necesitan atención médica. Esto se puede observar a nivel de una instalación de atención médica determinada, una provincia / estado, un país o en todo el mundo.
A nivel mundial, la Organización Mundial de la Salud (OMS) estima una escasez de 4,3 millones de médicos, enfermeras y otros trabajadores de la salud en todo el mundo, especialmente en muchos países en desarrollo, que a menudo tienen escasez de médicos debido al número y la capacidad limitados de las escuelas de medicina y debido a la migración internacional, ya que los médicos generalmente pueden ganar mucho más dinero y disfrutar de mejores condiciones de trabajo en otros países. Muchos países desarrollados también informan sobre escasez de médicos, que tradicionalmente ocurría en áreas rurales y otras áreas desatendidas. De acuerdo con informes de enero de 2019, existen áreas de alto crecimiento como Phoenix, Arizona, están experimentando escasez. De manera similar existen indicios de escasez médica en los Estados Unidos, Canadá, el Reino Unido, Australia, Nueva Zelanda y Alemania.
Se han sugerido varias causas de la escasez actual y anticipada, pero no todos están de acuerdo en que haya una verdadera escasez de médicos, al menos en los Estados Unidos. En el blog de noticias médicas de KevinMD, por ejemplo, se ha argumentado que las ineficiencias introducidas en el sistema de salud, a menudo impulsadas por iniciativas gubernamentales, han reducido la cantidad de pacientes que los médicos pueden ver. Al obligar a los médicos a dedicar gran parte de su tiempo a la entrada de datos y problemas de salud pública, las iniciativas han limitado el tiempo disponible para la atención directa del paciente por parte de los médicos.

## Factores

### Teoría y tendencias económicas
Todo lo que cambie el número de médicos disponibles o la demanda de sus servicios afecta el equilibrio de la oferta y la demanda. Si se reduce el número de médicos o aumenta la demanda de sus servicios, puede producirse una oferta insuficiente o escasez. Si aumenta el número de médicos o disminuye la demanda de sus servicios, puede producirse un exceso de oferta.
Los factores de sustitución pueden afectar significativamente la producción de servicios médicos y la disponibilidad de los médicos para atender a más pacientes. Por ejemplo, un contador puede reemplazar algunas de las responsabilidades financieras de los médicos que son dueños de su propia práctica y permitir más tiempo para tratar a los pacientes. Los suministros desechables pueden sustituir la mano de obra y el capital (el tiempo y el equipo necesarios para esterilizar los instrumentos). Los registros y el mantenimiento de sonido por parte de los médicos pueden sustituir los servicios legales al evitar demandas por negligencia.
Sin embargo, el grado de sustitución de la producción de médicos está limitado por factores técnicos y legales. La tecnología no puede reemplazar todas las habilidades que poseen los médicos, como los conocimientos quirúrgicos. Los factores legales pueden incluir permitir que solo los médicos con licencia realicen cirugías, pero que las enfermeras o los médicos administren otros cuidados quirúrgicos.
La demanda de médicos también depende de la situación económica de un país. Especialmente en los países en desarrollo, el gasto en atención médica está estrechamente relacionado con el crecimiento del producto interno bruto (PIB). En teoría, a medida que aumenta el PIB, la fuerza laboral del sector de la salud se expande y, a su vez, también aumenta la oferta de médicos. Sin embargo, los países en desarrollo enfrentan desafíos adicionales para retener médicos competentes en países de ingresos más altos como Estados Unidos, Australia y Canadá. La emigración de médicos de países de bajos ingresos y en desarrollo contribuye a la fuga de cerebros y crea problemas para mantener una oferta médica suficiente. Sin embargo, los países de ingresos más altos también pueden experimentar una salida de médicos que deciden regresar a sus países naturalizados después de haber recibido una educación y capacitación extensivas, y esas naciones nunca se benefician de su conjunto de habilidades y conocimientos médicos adquiridos.

### Cantidad de médicos capacitados
Aumentar el número de estudiantes matriculados en las escuelas de medicina existentes es una forma de abordar la escasez de médicos, y otra es aumentar el número de escuelas, pero otros factores también pueden influir.
Convertirse en médico requiere varios años de formación más allá de la educación universitaria o un título universitario profesional con una duración superior a la de un título universitario típico. En consecuencia, la oferta de médicos se ve afectada por el número de estudiantes elegibles para la formación médica. Los estudiantes que no terminan los niveles de educación anteriores, incluidos los que abandonaron la escuela secundaria y, en algunos lugares, los que abandonan la universidad sin una licenciatura o un título de asociado, no califican para ingresar a la escuela de medicina. Cuantas más personas no cumplan con los requisitos previos, menos personas serán elegibles para recibir capacitación como médicos.
En la mayoría de los países, la cantidad de colocaciones para estudiantes en escuelas de medicina y pasantías clínicas es limitada, generalmente de acuerdo con la cantidad de maestros y otros recursos, incluida la cantidad de fondos proporcionados por los gobiernos. En muchos países que no cobran matrículas a los posibles médicos, la financiación pública es la única limitación significativa en el número de médicos capacitados. En los Estados Unidos, la Asociación Médica Estadounidense establece que la financiación federal es la limitación más importante en el suministro de médicos. El alto costo de la matrícula combinado con el costo de mantenerse a sí mismos durante la escuela de medicina desalienta a algunas personas a inscribirse para convertirse en médicos. Las becas limitadas y la ayuda financiera a los estudiantes de medicina pueden exacerbar ese problema, y el bajo salario esperado para los médicos en ejercicio en algunos países puede convencer a algunos de que el costo no es apropiado.
Se ha especulado que la política y las condiciones sociales pueden motivar la colocación de estudiantes de medicina. Por ejemplo, en algunos lugares se ha citado que las cuotas raciales impiden que algunas personas se matriculen en la facultad de medicina. También se ha citado que la discriminación racial y la discriminación de género, ya sea abierta o encubierta, dan lugar a que se niegue a las personas la oportunidad de formarse como médicos por motivos de raza o género.

### Cantidad de médicos laboralmente activos
Una vez capacitados, la oferta actual de médicos puede verse afectada por el número de quienes continúan ejerciendo esa profesión. El número de médicos que trabajan puede verse afectado por:
- El número de graduados de la escuela de medicina que:
  - Elija ejercer como médico para su carrera; por ejemplo, algunos pueden optar por trabajar en investigación médica, políticas públicas u otras áreas en las que se requiere experiencia médica, o pueden elegir un trabajo en el que no se requieren conocimientos médicos.[1]
  - No obtienen o deben volver a calificar para su licencia u otros requisitos profesionales para la práctica legal.
  - No pueden encontrar el trabajo de su elección; los estudios realizados en México han encontrado altos niveles de desempleo entre los médicos capacitados en las áreas urbanas, incluso cuando las grandes poblaciones rurales siguen careciendo de servicios médicos.[21]
- El número de médicos que:
  - Abandonan la fuerza laboral, por ejemplo, cuando se retiran.
  - Migran al extranjero en busca de mejores condiciones económicas y sociales, también conocida como «fuga de cerebros».
  - Trabajan a media jornada; en particular, el número que trabaja solo a tiempo parcial no afecta al número total de médicos, pero sí a la oferta de servicios médicos (por ejemplo, en términos de equivalentes a tiempo completo). Muchos médicos pueden conservar su licencia profesional mientras trabajan a tiempo parcial o después de jubilarse. En consecuencia, el número de médicos activos probablemente esté exagerado en muchas jurisdicciones.[22]
- Cambios en el saldo de especialidades; por ejemplo, en muchos países, los estudiantes de medicina en vez de convertirse en médicos generales optan por una especialidad médica debido a un salario más atractivo, lo que conduce a una escasez de médicos para la atención primaria.[23]
- Cambios en el entorno de la práctica; por ejemplo, se han citado cambios en las condiciones legales en los EE. UU., Canadá y en otros lugares como incitación al desgaste médico, en particular la adopción de leyes que requieren que los médicos deriven para ciertos procedimientos (como el aborto o el cambio de sexo) con los que los médicos no están de acuerdo en términos morales o motivos religiosos.[24]

### Demanda de servicios médicos
La demanda de servicios médicos está influenciada por el mercado laboral local (por ejemplo, el número de puestos vacantes en los establecimientos de salud locales), la demografía y epidemiología de la población a la que se atiende, la naturaleza de las políticas de salud vigentes para la prestación, el financiamiento de la atención médica en una jurisdicción, y también el mercado laboral internacional (por ejemplo, la creciente demanda en otros países ejerce presión sobre la competencia local). A partir de 2010, la OMS propone una proporción de al menos un médico de atención primaria por cada 1000 personas para atender suficientemente las necesidades básicas de la población en un país desarrollado.
Por ejemplo, el envejecimiento de la población se ha atribuido a una mayor demanda de servicios médicos en muchos países, ya que cada vez más personas jóvenes y saludables envejecen con una mayor probabilidad de una variedad de afecciones médicas crónicas asociadas con el envejecimiento, como diabetes mellitus tipo 2, hipertensión, osteoporosis y algunos tipos de cánceres y enfermedades neurodegenerativas.

## Consecuencias

Países identificados con una escasez crítica de médicos y otros trabajadores de la salud en 2010.

La escasez de médicos se ha relacionado con una serie de efectos, que incluyen:
- Menor cantidad de atención médica para los pacientes, lo que limita la capacidad de los sistemas de salud para cumplir con los objetivos de atención primaria de salud, como los Objetivos de Desarrollo del Milenio.[3]
- La atención médica de menor calidad para los pacientes se debe a que las visitas al médico son más breves.[25]
- Aumento de la carga de trabajo y demasiados pacientes por médico, lo que resulta en médicos con exceso de trabajo y falta de sueño, lo que compromete la seguridad del paciente.[26][27][28]
- Muertes innecesarias de pacientes mientras esperan la atención médica.[29]
- Costos médicos más bajos para los consumidores; en comparación con otras industrias, a medida que crece la participación en el mercado y disminuye la competencia, los médicos están menos inclinados a aumentar la frecuencia o la intensidad de los servicios médicos para maximizar el reembolso por cada encuentro limitado de pacientes.[30]
- La escasez de obstetras en algunas partes de los Estados Unidos ha llevado a acuñar la frase «desierto de maternidad».[31]

## Soluciones propuestas
Se han propuesto varias soluciones, que incluyen arreglos a corto plazo y soluciones a largo plazo, para abordar la escasez de médicos. Algunos se han probado y aplicado en las políticas y planes nacionales de personal sanitario, mientras que otros siguen siendo objeto de un debate continuo.
- Aumentar el número de graduados de medicina mediante una mayor contratación de estudiantes de minorías en el país, así como una intensificación de la contratación de graduados con formación en el extranjero (también conocidos como graduados médicos internacionales o IMG).[32]
- Aumentar el número de escuelas de medicina y el tamaño de las aulas.[33]
- Para abordar la escasez de médicos en las áreas rurales, se sugiere desarrollar, organizar y ubicar escuelas de medicina para aumentar la propensión de médicos a ingresar a la práctica rural. La aceptación de solicitantes de escuelas de medicina de áreas rurales también puede aumentar la proporción de médicos rurales.[34]
- Límites más altos de inscripción en la escuela de medicina.[35][36]
- Reducir los requisitos para ingresar a la escuela de medicina, como la necesidad de una licenciatura de pre-medicina como se requiere en algunas jurisdicciones, haciendo así el camino educativo más atractivo para los estudiantes potenciales.[37]
- Reducir los costos para que los estudiantes asistan a la escuela de medicina, por ejemplo, mediante subsidios para la matrícula escolar (gratuita o reducida) y más ayuda financiera.[38]
- Legislar límites máximos de aumento de matrícula para las escuelas de medicina.[39]
- Mejorar las condiciones políticas, sociales y económicas en los países en desarrollo para prevenir la fuga de cerebros, incluyendo menos guerras y conflictos.
- Hacer un mejor uso de otras categorías de profesionales de la salud, incluidos más médicos osteópatas, enfermeras practicantes, asistentes médicos, funcionarios clínicos, trabajadores de salud comunitarios y otros.[40][41]
- Mejorar los salarios de los médicos, por ejemplo mediante la privatización de los sistemas de atención de la salud, aumentando así el atractivo del mercado para que las personas se conviertan en médicos.[18][42][43]
- Mejorar las perspectivas de los médicos sobre su trayectoria profesional futura, por ejemplo, mediante la reducción de los contratos de trabajo temporales.[21]
- Proporcionar mejores incentivos para que los médicos ejerzan en áreas desatendidas.[44][41]
- Garantizar mejores condiciones de práctica para los médicos.
- Aumentar el uso del correo electrónico y las consultas telefónicas, que permiten a los médicos tratar a los pacientes que buscan formas de atención más tradicionales.
- Aumentar el uso de equipos médicos o de atención de la salud (es decir, enfermeras practicantes y asistentes médicos) para cambiar la carga de trabajo de los médicos y permitir un mayor tiempo del médico con los pacientes.

## Percepción internacional
Solo en los EE. UU., la Association of American Medical Colleges (AAMC) estima una escasez de 91,500 médicos para 2020 y hasta 130,600 para el año 2025. Sin embargo, podría existir un sesgo en sus estimaciones, ya que la expansión de la educación médica satisface las necesidades financieras directas. de la AAMC. Como se mencionó anteriormente, la Organización Mundial de la Salud (OMS) estima una escasez de 4,3 millones de médicos, enfermeras y otros trabajadores de la salud en todo el mundo. Este organismo elaboró una lista de países con una «crisis de recursos humanos para la salud». En estos países, hay solo 1,13 médicos por cada 1000 personas, mientras que en los Estados Unidos hay aproximadamente 2,5 médicos por cada 1000 personas. Una cuarta parte de los médicos que ejercen en los Estados Unidos son de países extranjeros. Miles de médicos extranjeros vienen a ejercer en los Estados Unidos cada año, mientras que solo unos pocos cientos de médicos de los Estados Unidos se van para ejercer en países extranjeros, incluso a corto plazo.
Hay varias organizaciones que ayudan a los médicos de los Estados Unidos y otros a prestar servicios a nivel internacional. Estas organizaciones pueden estar ocupando puestos temporales o permanentes. Dos agencias temporales son Global Medical Staffing y VISTA Staffing. Un médico suplente servirá en ausencia temporal de otro médico. Estos puestos suelen ser colocaciones de un año, pero pueden variar según la ubicación, la especialidad y otros factores. Los organismos que intentan proporcionar ayuda internacional de diversas formas suelen tener un fuerte componente médico. Algunas de estas organizaciones que ayudan a brindar atención médica a nivel internacional incluyen Reach Out Worldwide (ROWW), Médicos sin Fronteras, Mercy Ships, y el International Medical Corps.
Además, las organizaciones sin fines de lucro más pequeñas que trabajan a nivel regional en todo el mundo también han implementado estrategias de cambio de tareas para aumentar el impacto. Por ejemplo la Fundación MINDS capacitó a los trabajadores de la salud de la comunidad o a los maestros para que realizaran tareas medicinales simples, liberando así a los profesionales de la salud para que se concentraran en preocupaciones más urgente.